# Ərəş
Ərəş è un comune dell'Azerbaigian situato nel distretto di Yevlax. Conta una popolazione di 1.908 abitanti.